# Jistebník
Jistebník (deutsch Stiebnig) ist eine Gemeinde im Moravskoslezský kraj im Osten Tschechiens.

## Geschichte
Stiebnig wurde zwischen 1280 und 1290 als Lokalie gegründet und von vorwiegend deutschen Bewohnern besiedelt; es hatte um 1805 etwa 1000, überwiegend deutschsprachige, römisch-katholische Einwohner in rund 150 Häusern. 1910 war die Umgangssprache von etwa 95 % der Bewohner Deutsch. Stiebnig gehörte in der Zeit vor dem Zweiten Weltkrieg dem Landkreis Wagstadt an.
Nach dem Münchner Abkommen wurde der Ort dem Deutschen Reich zugeschlagen und gehörte bis 1945 zum Landkreis Wagstadt.
Wie in der gesamten Region wurde die deutsche Bevölkerung 1946 vertrieben.
Seit 1945 gehört Jistebník dem Okres Nový Jičín an.

## Sport
Der Futsalverein CC Jistebník wurde 2002 und 2006 tschechischer Meister.

## Einzelnachweise

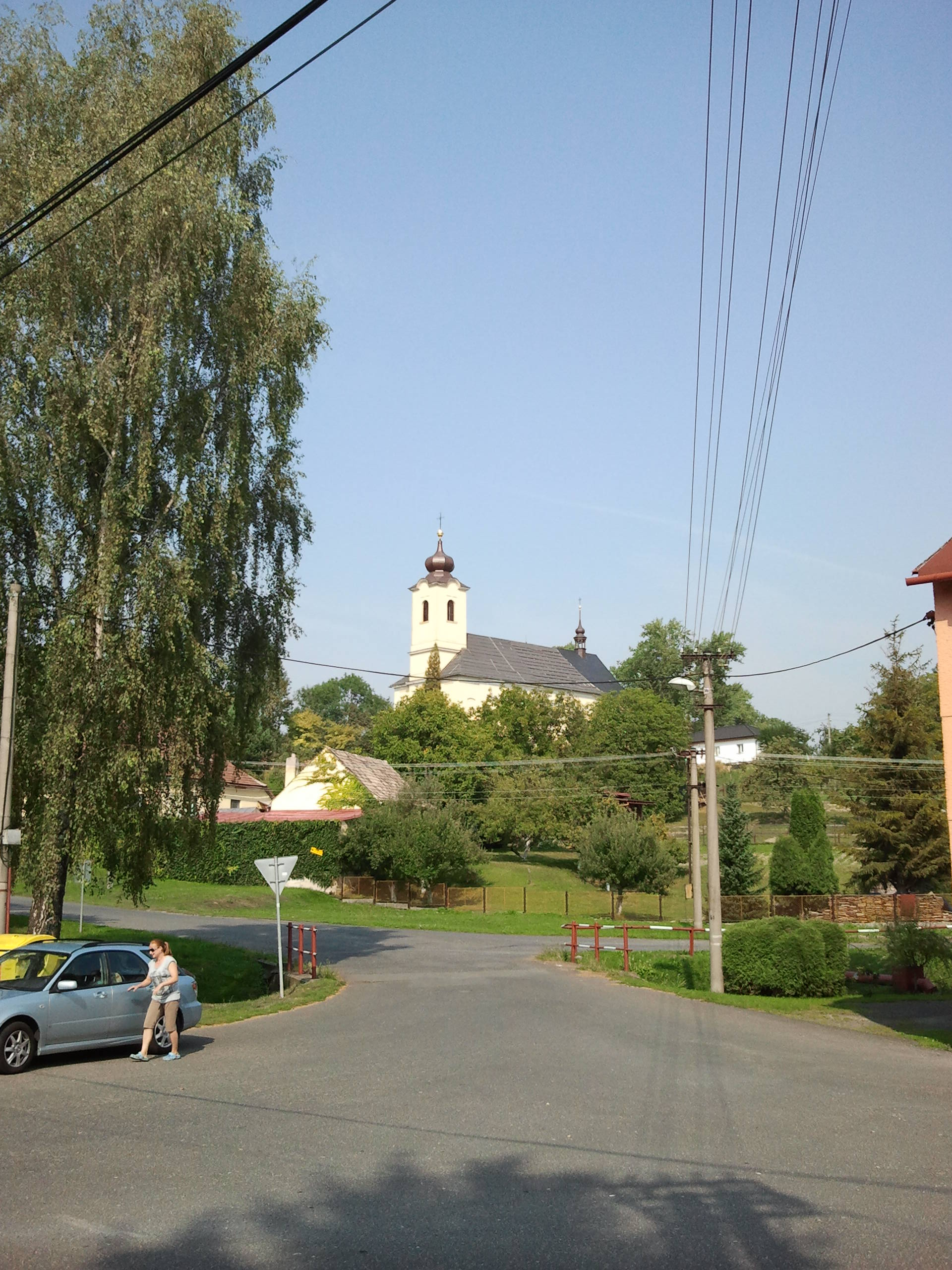
Dorfansicht